# Hazafias Könyvtár
A Hazafias Könyvtár egy 19. század végi magyar ifjúsági könyvsorozat. A Stampfel Károly kiadásában Pozsonyban 1893 és 1898 között megjelent kötetek a következők voltak:
- 1. Gaal Mózes. Szondy két apródja. Történeti elbeszélés. A magyar ifjúságnak. (55 l.) 1892
- 2. Gaal Mózes. Zoard jóslata. Elbeszélés a magyarok őstörténetéből. Az ifjúság számára. (48 l.) 1892
- 3. Gaal Mózes. A vezér bosszúja. Regényes történet a vezérek korából. Az ifjúság számára. (47 l.) 1893
- 4. Gaal Mózes. Kupa, a pogány vezér. Történeti elbeszélés a Szent István korából. A magyar ifjúságnak. (40 l.) 1893
- 5. Gaal Mózes. Vitézi becsület. Történeti elbeszélés IV. Béla korából. A magyar ifjúságnak. (48 l.) 1893
- 6. Tábori Róbert. Az utolsó mentsvár. Történeti elbeszélés a magyar ifjúságnak. (40 l.) 1893
- 7. Szerelemhegyi Tivadar. A királyért. Történeti elbeszélés a magyar ifjúságnak. (48 l.) 1893
- 8. Szalay Sándor. Vihar gyöngyök. Történeti elbeszélés II. Ulászló korából. A magyar ifjúságnak. (48 l.) 1893
- 9. Bánfi János. Kegyetlen büntetés. Történeti elbeszélés a magyar ifjúság számára. (48 l.) 1893
- 10. Solymossy Sándor. Az ingoványvár. Történeti elbeszélés a magyar ifjúság számára. (48 l.) 1893
- 11. Gaal Mózes. Both bajnok árvája. Történeti elbeszélés a Hunyadiak korából. (40 l.) 1894
- 12. Gaal Mózes. A kereszténység hőse. Történeti elbeszélés a Hunyadiak korából. (46 l.) 1894
- 13. Gaal Mózes. A prágai rab. Történeti elbeszélés a Hunyadiak korából. (39 l.) 1894
- 14. Gaal Mózes. A furfangos diák. Történeti elbeszélés a Hunyadiak korából. (39 l.) 1894
- 15. Gaal Mózes. A király szeme. Történeti elbeszélés a Hunyadiak korából. (38 l.) 1894
- 16. Szerelemhegyi Tivadar. A fekete sereg pusztulása. Történeti elbeszélés. (38 l.) 1894
- 17. Solymossy Sándor. A hős varga. Történeti elbeszélés. (48 l.) 1894
- 18. Bánfi János. Pribék László. Történeti elbeszélés. (48 l.) 1894
- 19. Solymossy Sándor. Az áruló. Történeti elbeszélés. (47 l.) 1894
- 20. Tábori Róbert. Vak Bottyán. Történeti elbeszélés. (46 l.) 1894
- 21. Gaal Mózes. A Jedikula rabja. Történeti elbeszélés Apafi Mihály korából. (35 l.) 1895
- 22. Gaal Mózes. A vitéz szász. Történeti elbeszélés Apafi Mihály korából. (39 l.)
- 23. Gaal Mózes. Dacó uram szamara. Elbeszélés Erdély történetéből. (40 l.) 1895
- 24. Gaal Mózes. Az utolsó próba. Történeti elbeszélés Apafi Mihály korából. (40 l.) 1895
- 25. Gaal Mózes. A koldus herceg. Elbeszélés Erdély történetéből. (40 l.) 1895
- 26. Gaal Mózes. A fekete ember. Történeti elbeszélés a XVI. századból. (40 l.) 1895
- 27. Gaal Mózes. A ki birja, marja. Történeti elbeszélés a XVI. századból. (39 l.) 1895
- 28. Gaal Mózes. A murányi tolvaj-csorda. Történeti elbeszélés a XVI. századból. (38 l.) 1895
- 29. Gaal Mózes. Menyhárt uram. Történeti elbeszélés a XVI. századból. (38 l.) 1895
- 30. Gaal Mózes. Ferhát aga kincse. Történeti elbeszélés a XVI. századból. (38 l.) 1895
- 31. Böngérfi János. A vitéz kurucezredes. Történeti elbeszélés Lipót király korából. (40 l.) 1898
- 32. Szalay Sándor. A hűséges feleség. Történeti elbeszélés a kuruc-korszakból. (50 l.) 1898
- 33. Földes Géza. A dozse fia. Történeti elbeszélés. (39 l.) 1898
- 34. Gaal Mózes. A Karaffa becsülete. Krónikás történet a XVIII. századból. (40 l.) 1898
- 35. Gaal Mózes. A renegát. Történeti elbeszélés. (40 l.) 1898
- 36. Gaal Mózes. Egy magyar testőrifjú. Regényes elbeszélés Mária Terézia korából. (44 l.) 1898
- 37. Gaal Mózes. Az urasági inas. Tréfás elbeszélés Mária Terézia korából. (42 l.) 1898
- 38. Gaal Mózes. Skrobanyek ur. Krónikás elbeszélés II. József korából. (44 l.) 1898
- 39. Gaal Mózes. A császár igérete. Elbeszélés II. József korából. (40 l.) 1898
- 40. Gaal Mózes. Herr von Kecskeméti. Elbeszélés II. József korából. (39 l.) 1898